# Barranca Larga
Barranca Larga es una localidad de la provincia argentina de Catamarca, dentro del Departamento Belén.

## Vías de comunicación
Se ubica en el pK 389 de la ruta provincial 43.
Se encuentra a 100 km al norte de la ciudad de Belén, accediéndose por la  Ruta Nacional 40 hasta el paraje de El Eje, para luego tomar la ruta provincial 43.
Hacia el norte se accede hacia la localidad de Antofagasta de la Sierra, la cual dista 187 km.

## Población
Cuenta con 330 habitantes (Indec, 2010) lo que representa un incremento del 5 % frente a los 314 habitantes (Indec, 2001) del censo anterior.
| Gráfica de evolución demográfica de Barranca Larga entre 1991 y 2010 |
|                                                                      |
| Fuente: Censos nacionales del INDEC                                  |

### Sismicidad
La sismicidad de la región de Catamarca es frecuente y de intensidad baja, y un silencio sísmico de terremotos medios a graves cada 30 años en áreas aleatorias. Sus últimas expresiones se produjeron:
- 22 de septiembre de 1908 (116 años), a las 17.00 UTC-3, con 6,5 Richter, escala de Mercalli VII; ubicación 30°30′0″S 64°30′0″O / -30.50000, -64.50000; profundidad: 100 km; produjo daños en las provincias de Córdoba, Santiago del Estero, La Rioja y de Catamarca[2]

- 3 de noviembre de 1973 (51 años), a las 14.17 UTC-3 con 5,8 Richter: además de la gravedad física del fenómeno se unió el desconocimiento absoluto de la población a estos eventos recurrentes

- 7 de septiembre de 2004 (20 años), a las 8.53 UTC-3, con una magnitud aproximadamente de 6,5 en la escala de Richter (terremoto de Catamarca de 2004)[1]